# Помпон, Франсуа
Франсуа Помпон (фр. Francois Pompon; 9 мая 1855, Сольё, Бургундия, Франция — 6 мая 1933, Париж, Франция) — французский скульптор-анималист.

## Биография

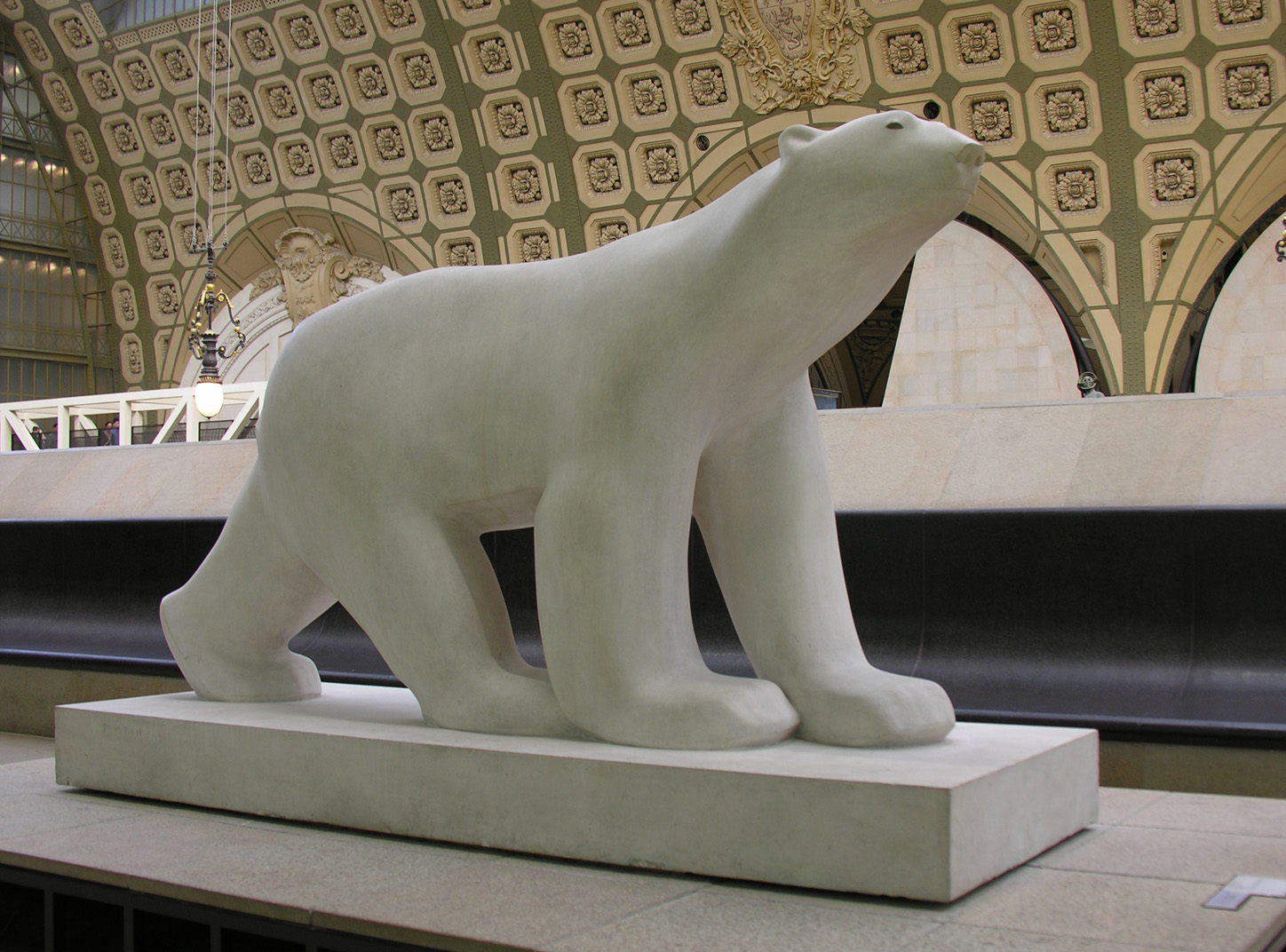
Белый медведь. Музей Орсе

Франсуа Помпон родился в семье краснодеревщика. Уже в 15 лет он поступил учеником в компанию по изготовлению памятников и надгробий. Стал резчиком по мрамору.
В 1876 году поступил в Национальную школу декоративных искусств в Париже, где изучал анималистику у Пьера Луи Руйяра.
После переезда в Париж работал помощником у Огюста Родена.
Слава к Франсуа Помпону пришла только в 65-летнем возрасте благодаря созданному им стилизованному белому медведю, который был отмечен на выставке «Осенний салон» 1922 года во Франции.
Его огромная мраморная скульптура воспроизведена в саду Дарси, в Дижоне. Оригинал же, известный также как «Спокойный Белый Медведь», находится в музее Орсэ в Париже.

## Творчество
Анималистические произведения Франсуа Помпона относятся к направлениям cинтетизм и ар-деко. Опытный стилизатор, Помпон обладал мастерским умением прочитывать лапидарные формы и справляться с крупными геометрическими объектами, избегая при этом в своём языке детализации объектов и фактурной трактовки, что отличает его синтетизм от более детализированного натурализма других скульпторов-анималистов его времени. Скульптуры Франсуа Помпона — яркий и наиболее тонкий пример интерпретации анималистического искусства первой половины XX века во Франции.
Наибольший успех Помпону принесли две работы: произведение «Утка» (1911) и скульптура «Белый медведь» (1922), над которой он работал до конца своих дней, не уставая доводить её до совершенства. В 1929 году «медведя» приобрел музей Люксембурга, а впоследствии он появился и в музее Орсе. Также существенную роль в формировании языка Помпона сыграла его принадлежность к группе скульпторов «Bande à Schnegg», чей стиль был основан под влиянием творчества Огюста Родена, искусства Древней Греции и Египта. «Bande à Schnegg» противопоставляли «романтическому» стилю стерильность линий и лёгкость языка.
Франсуа Помпон — один из самых известных скульпторов-анималистов Франции, копии-сувениры его медведей продаются в магазинах Европы. В России творчество Франсуа Помпона пытался пропагандировать в своих скульптурах и на выставках российский и американский скульптор Леонид Соков. Франсуа Помпон был верен своему стилю на протяжении всей жизни.

## Галерея

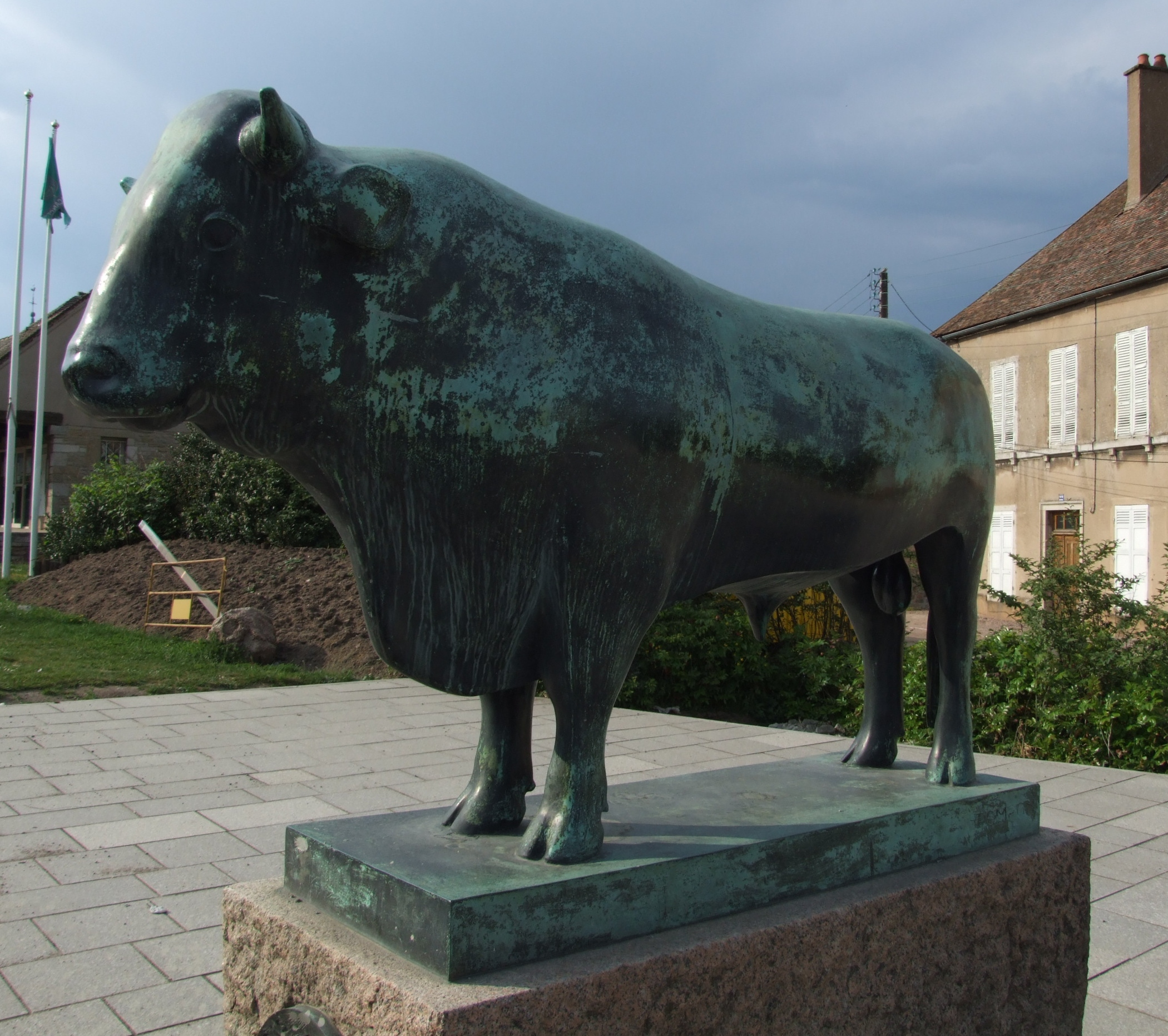
«Бык», Сольё
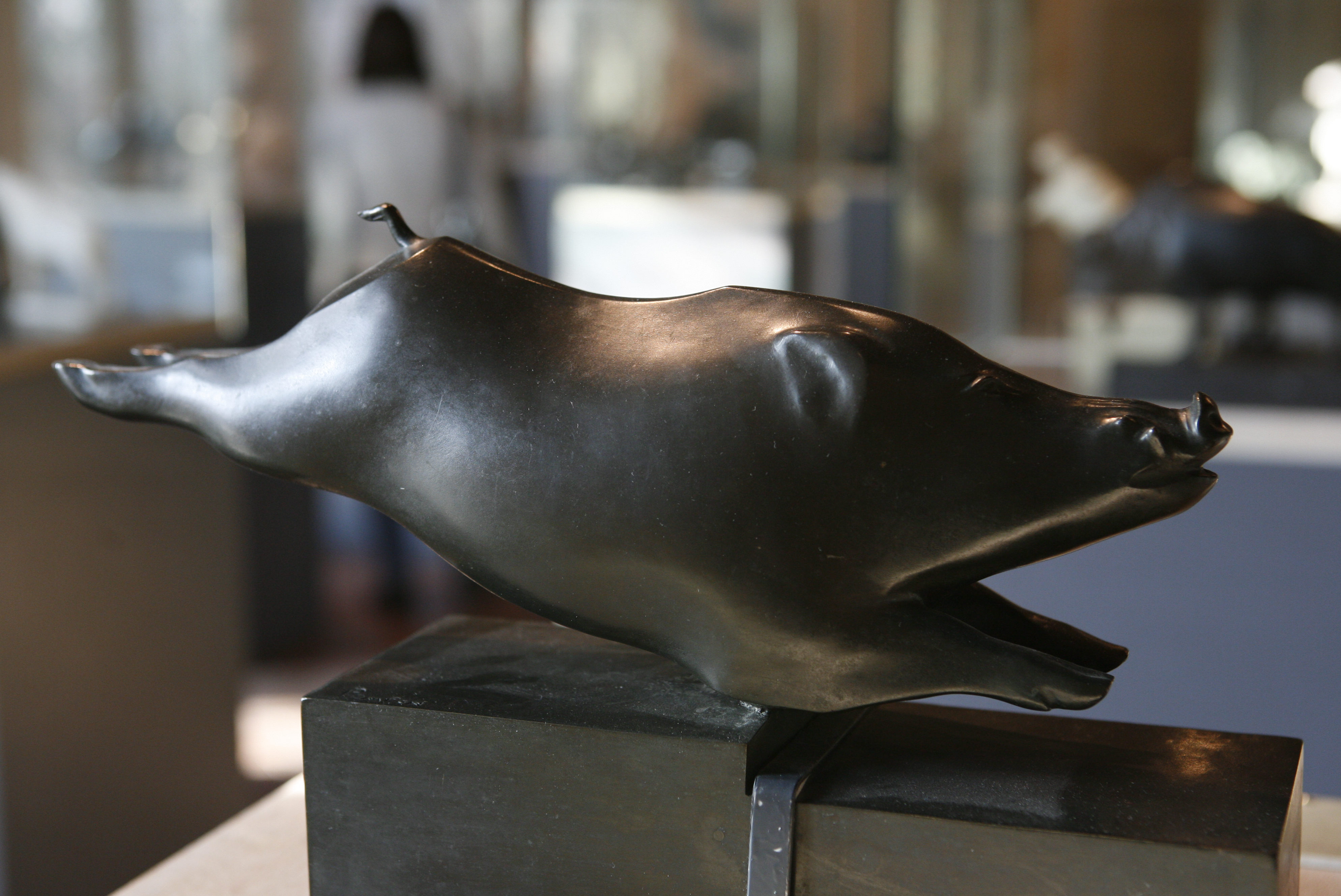
«Бегущий кабан»
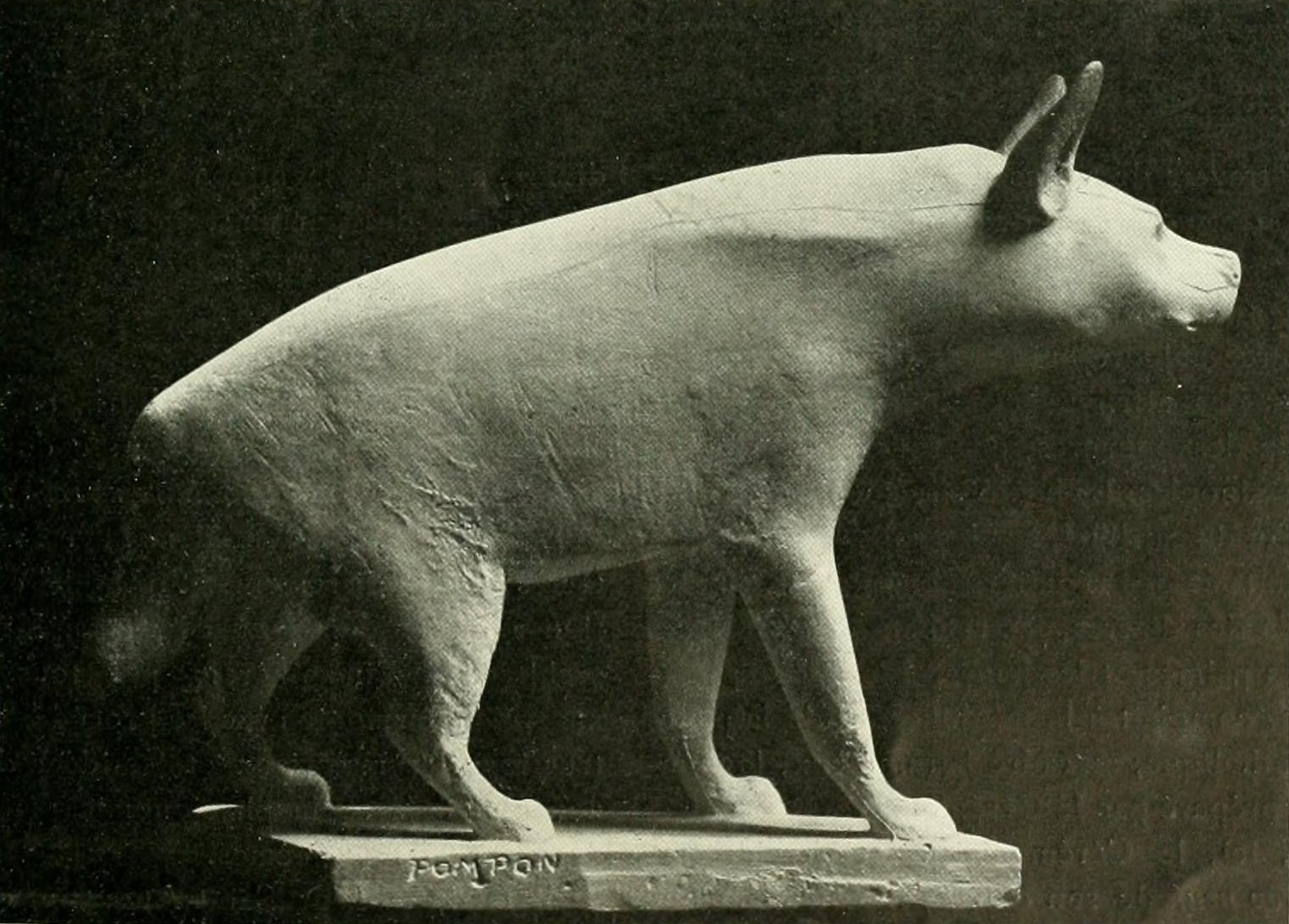
«Гиена»
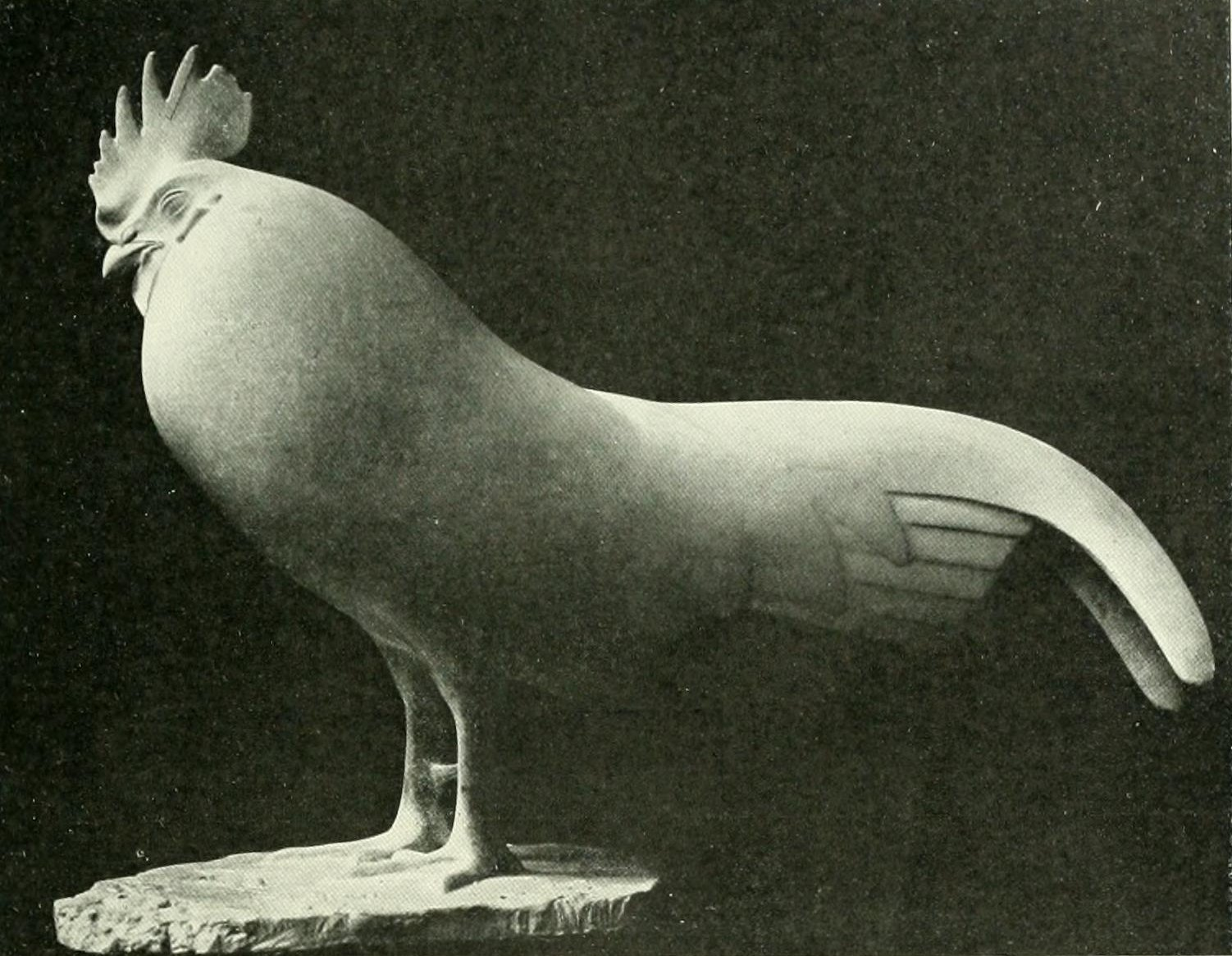
«Петух»
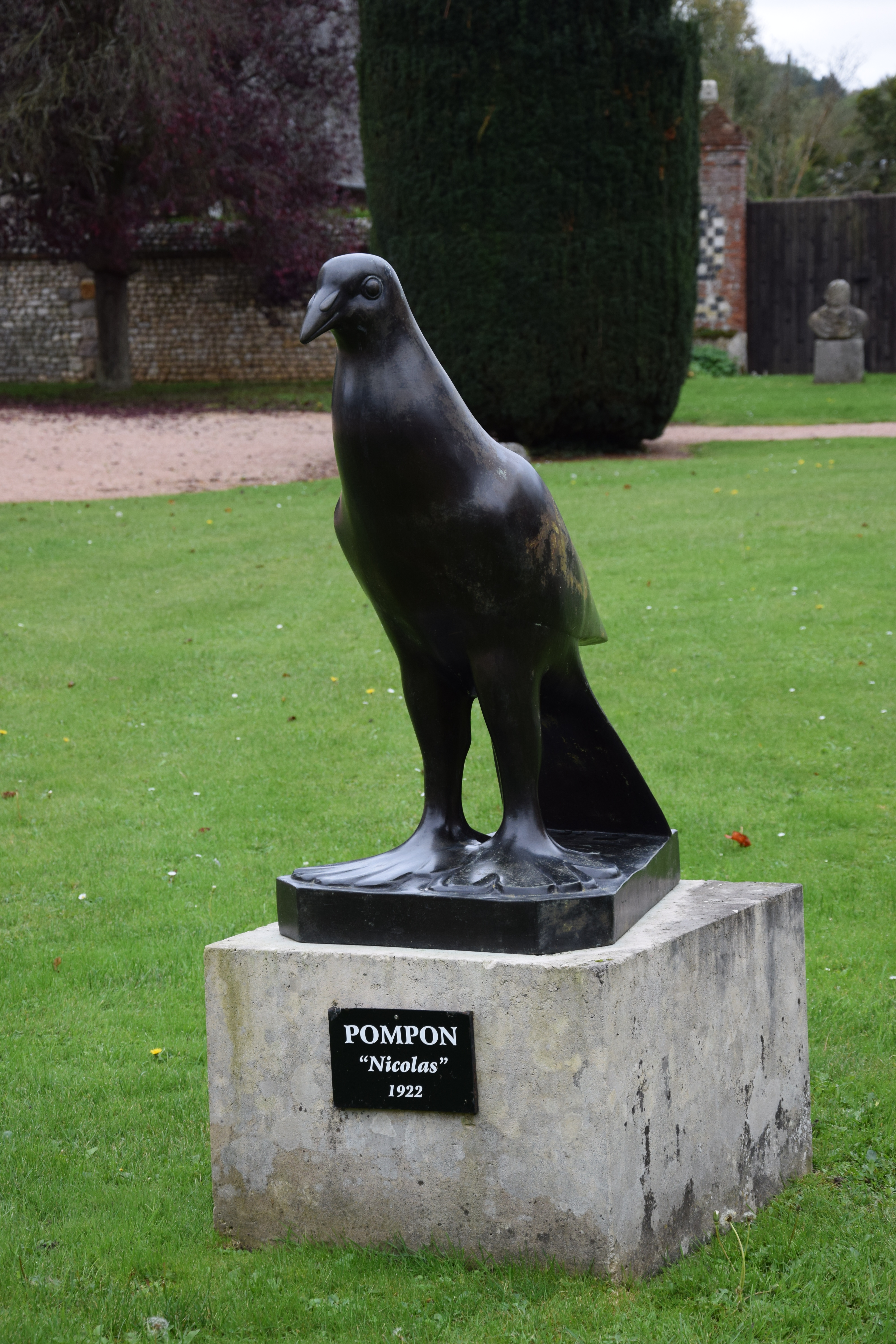
«Голубь Николя», замок Chateau de Vascoeuil
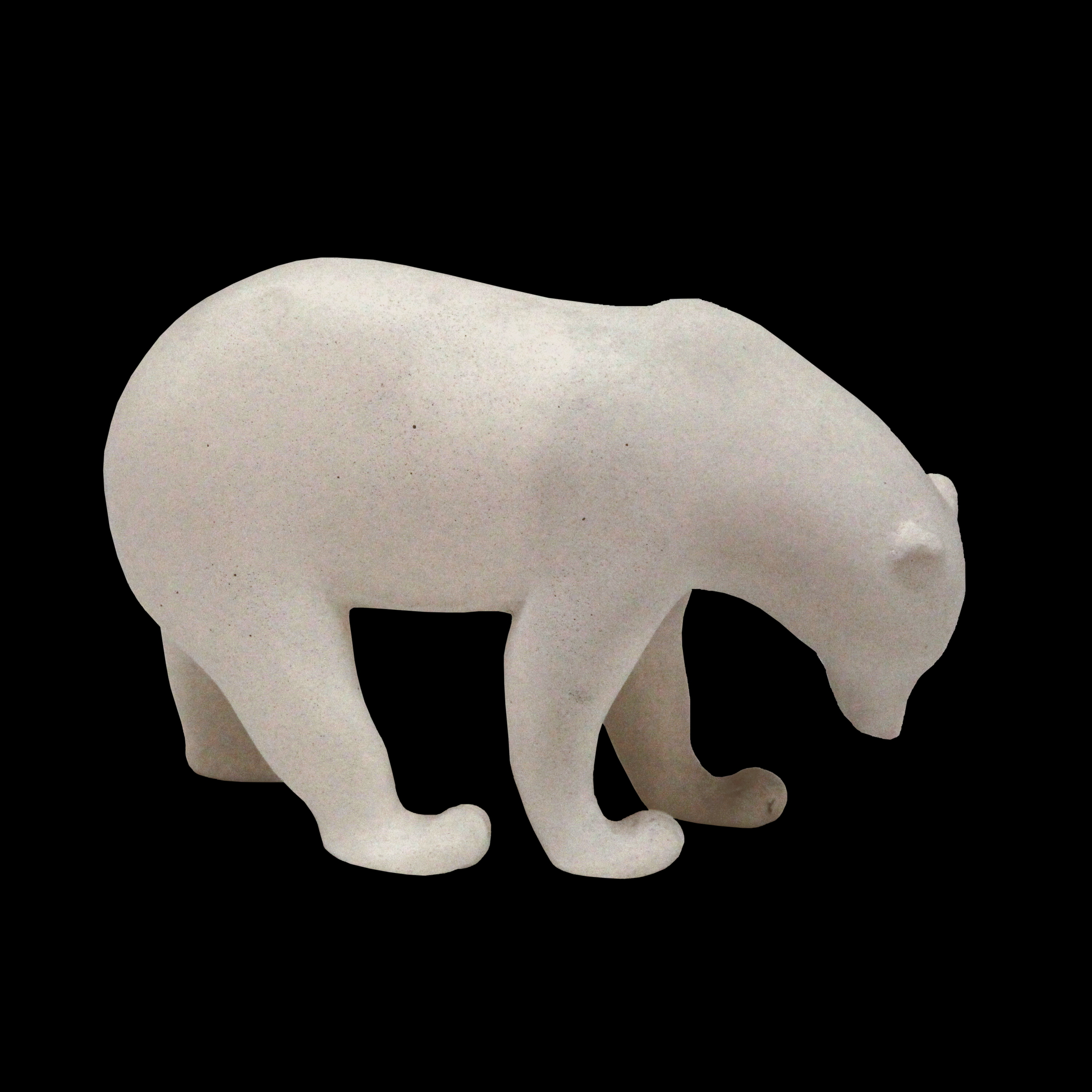
«Бурый медведь»
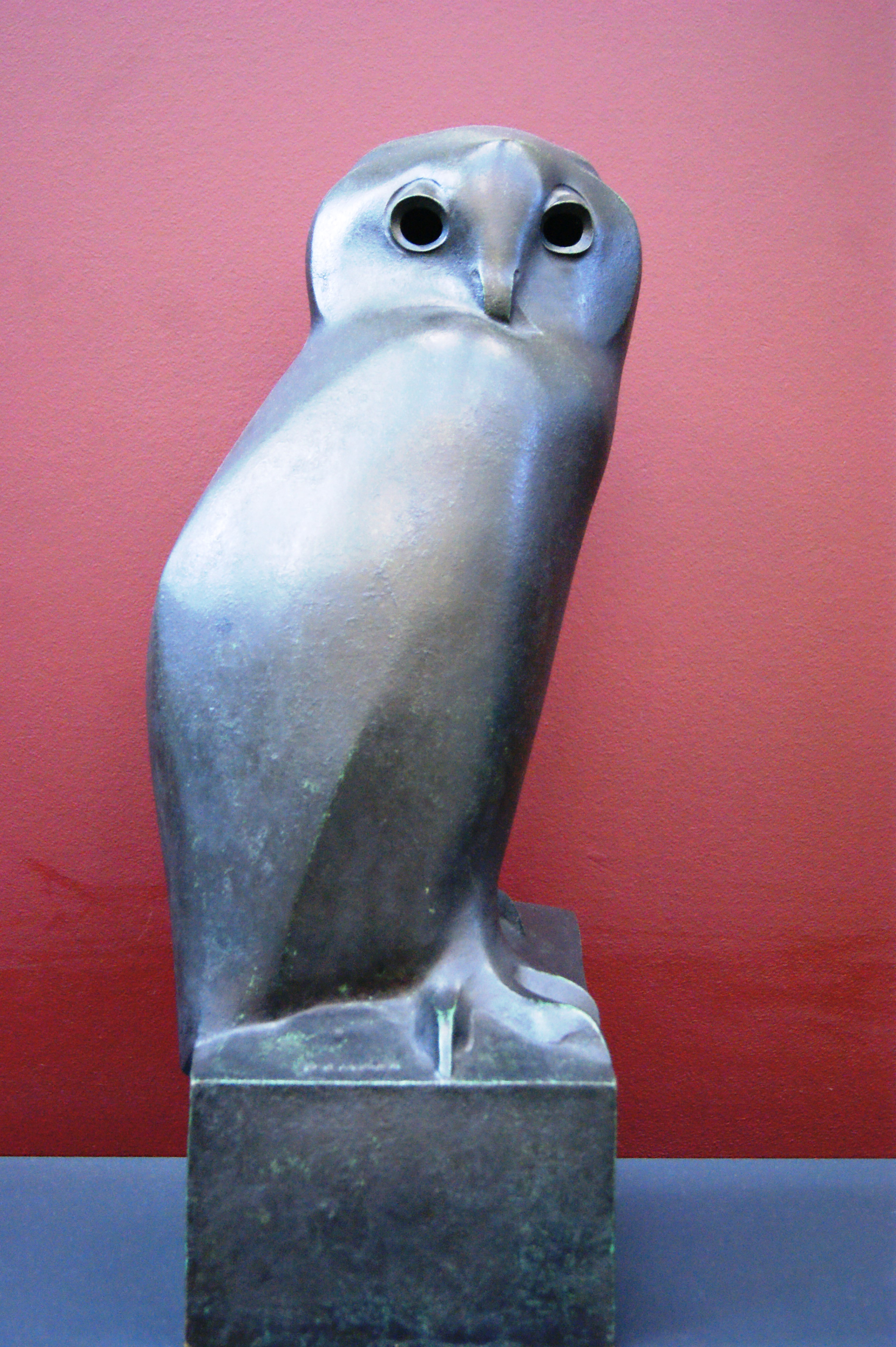
«Сова»
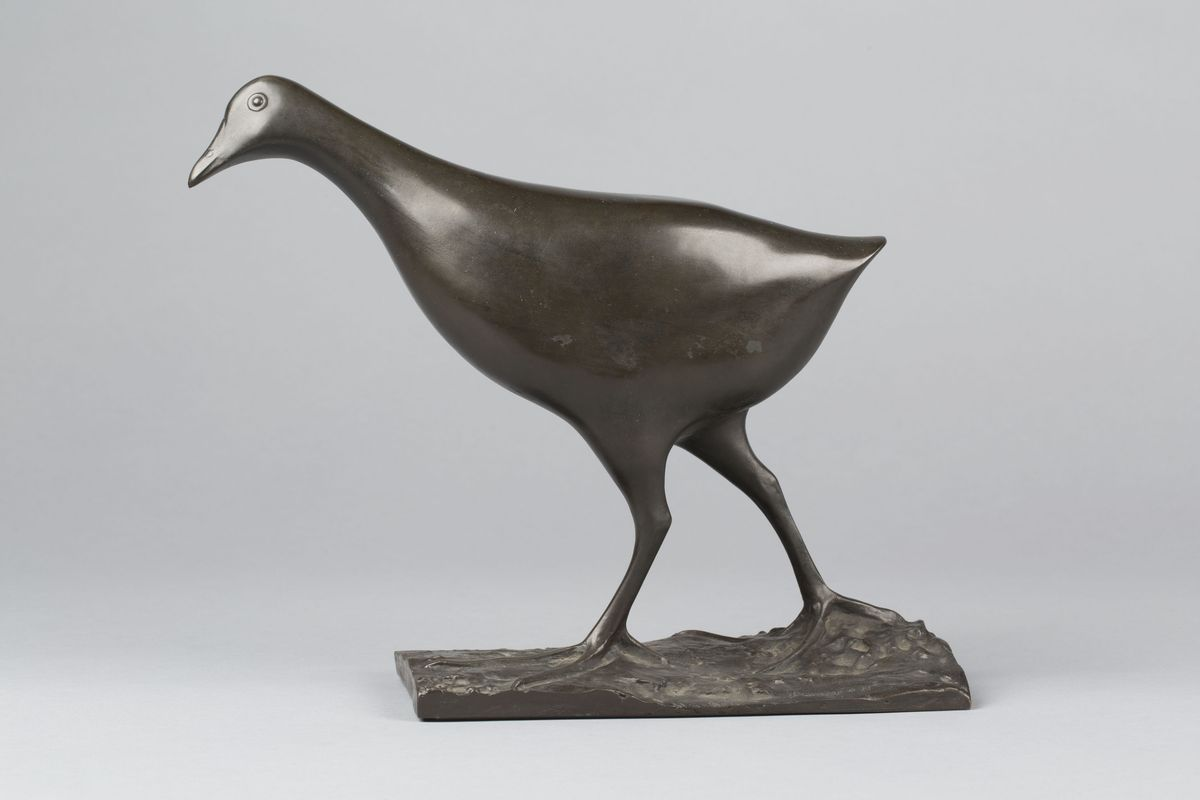
«Камышница»
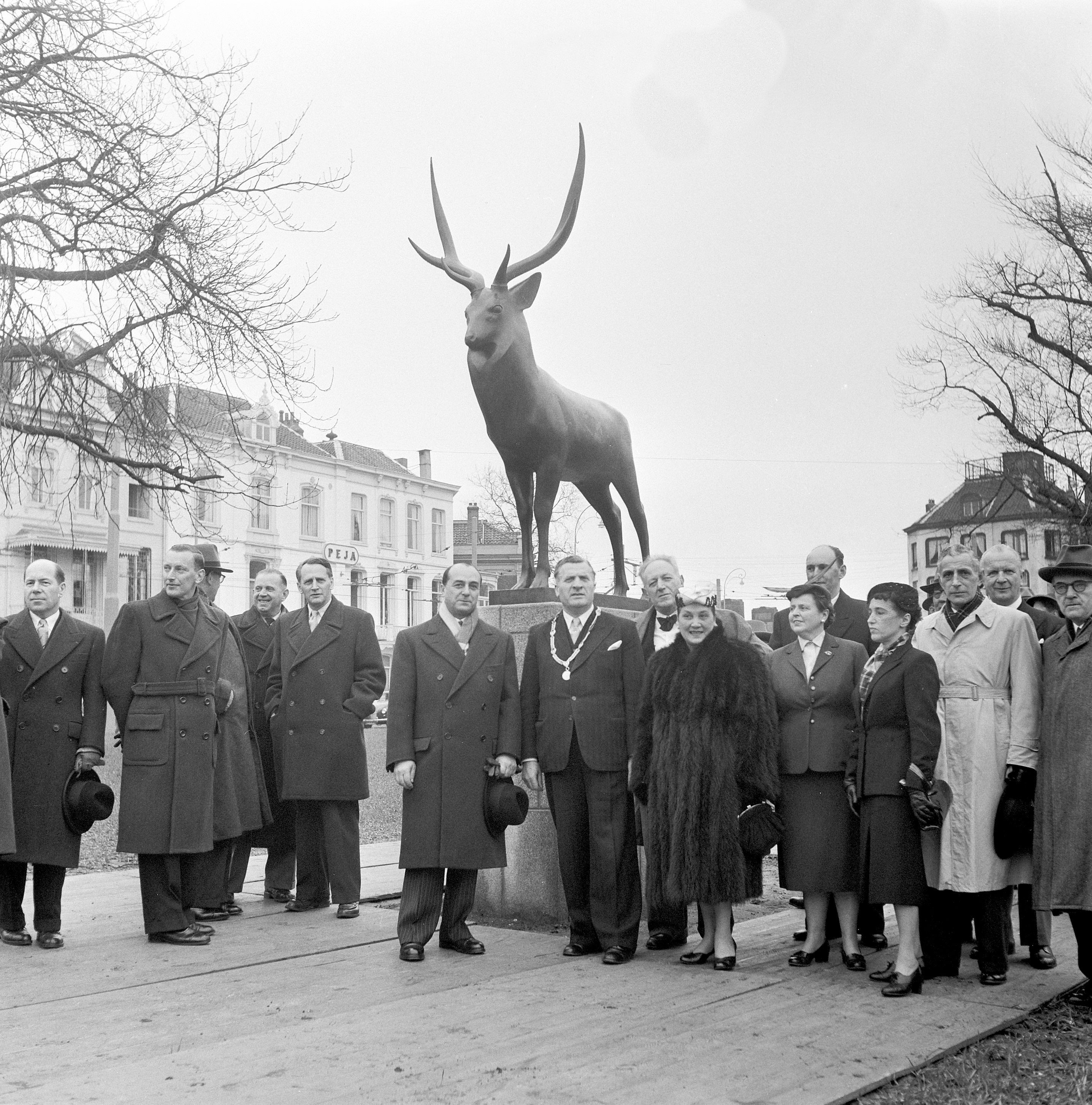
«Благородный олень»
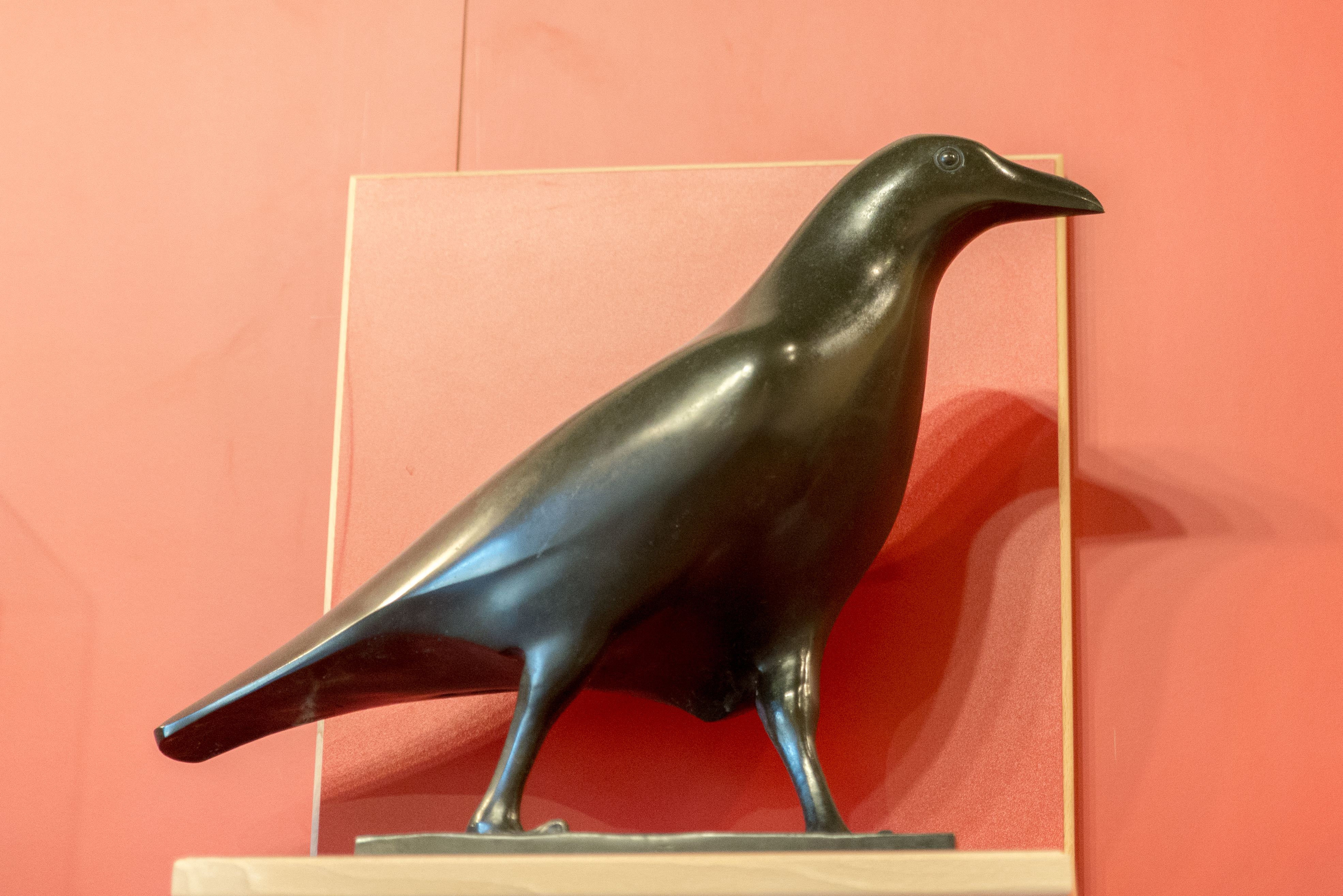
«Ворон»
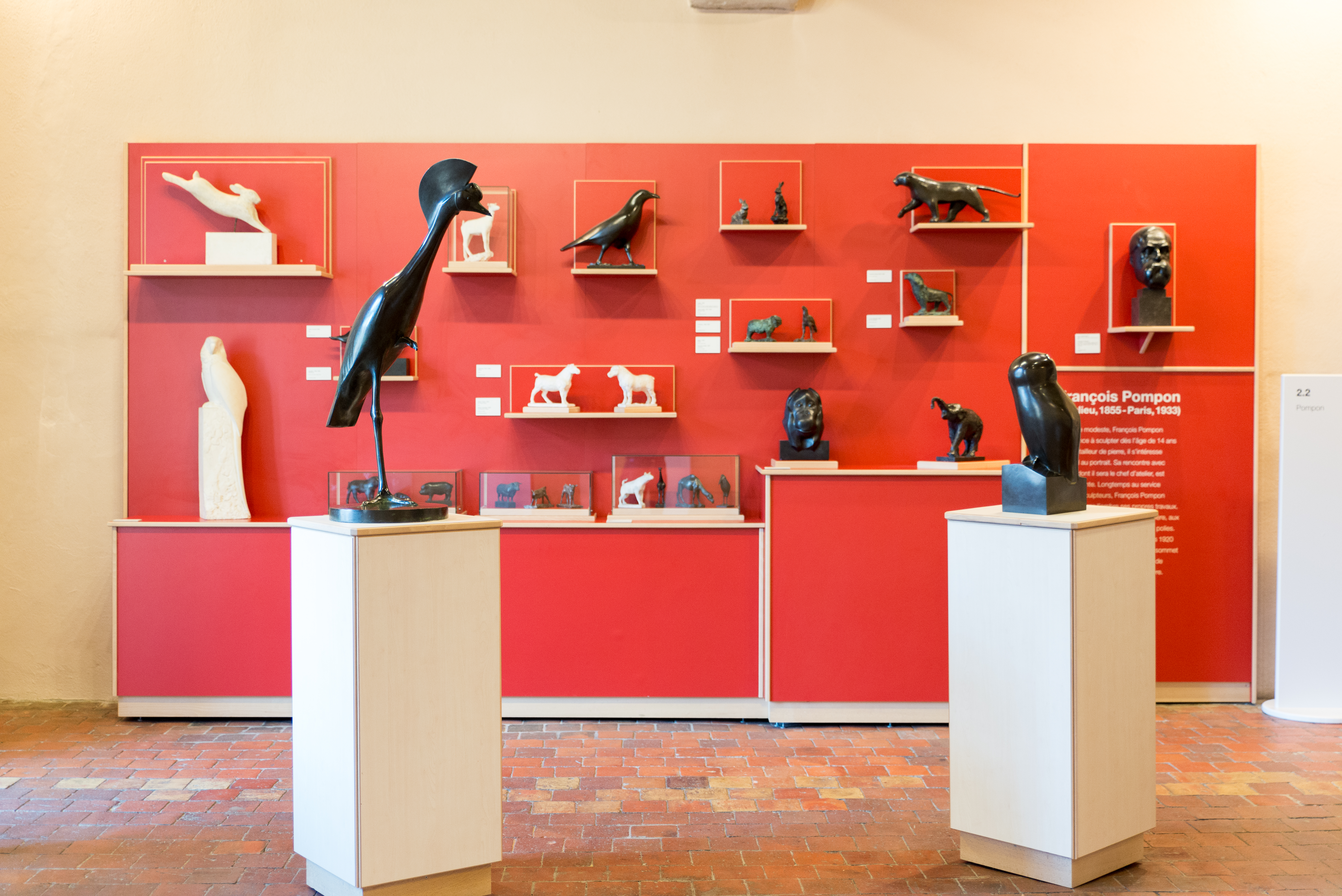
Зал скульптур Франсуа Помпона в Музее изящных искусств Дижона